# Vladislav Semionov
Vladislav Fiodorovici Semionov (în rusă Владислав Федорович Семенов; n. 1937, regiunea Pskov, RSFS Rusă, URSS) este un fost politician și om de stat sovietic moldovean, care a deținut funcții importante în cadrul Partidului Comunist al Moldovei și în administrația publică a RSS Moldovenești.

## Biografie
Vladislav Semionov s-a născut în 1937 în regiunea Pskov, într-o familie de funcționari. Între 1956 și 1959 a servit în Armata Sovietică. Ulterior, a urmat studii la un institut de inginerie în construcții. În perioada 1963–1968 a lucrat la Uzina de Tractoare din Chișinău, unde a ocupat funcțiile de maistru, maistru principal și adjunct al șefului de secție. A devenit membru al Partidului Comunist al Uniunii Sovietice (PCUS) în 1966. În 1968 a absolvit Institutul Unional de Inginerie în Construcții din Moscova, la forma de învățământ la distanță. 
Între 1968 și 1969 a fost șef de sector în trustul „Orgselsstroi” al RSS Moldovenești. În perioada 1969–1972 a activat ca inspector al Comitetului Orășenesc Chișinău pentru Controlul Popular și președinte al Comitetului Raional Octombrie pentru Controlul Popular din Chișinău. Din 1972 până în 1974 a fost președintele Comitetului Republican al Sindicatului Muncitorilor din Industria Construcțiilor de Mașini din RSS Moldovenească. În perioada 1974–1977 a ocupat funcția de prim-secretar al Comitetului Orășenesc Bălți al Partidului Comunist al Moldovei. Între 1977 și 1979 a fost cursant la Academia de Științe Sociale de pe lângă CC al PCUS din Moscova. Ulterior, în perioada 1979–1980 a fost adjunct al șefului Departamentului de Propagandă și Agitație al CC al PCM, iar între 1980 și 1981 a fost șef al Departamentului de Construcții și Gospodărie Urbană al CC al PCM. Între 1981 și 1985 a deținut funcția de președinte al Comitetului Executiv al Sovietului Orășenesc Chișinău (primar al Chișinăului). La 31 mai 1985 a fost numit secretar al CC al PCM, funcție pe care a deținut-o până la 5 decembrie 1989. 
La o ședință a CC din 28 august 1989, Mircea Snegur l-a acuzat pe Semionov ca fiind principalul organizator al Mișcării Edinstvo, ce se opunea renașterii naționale a basarabenilor. În replică, Semionov l-a acuzat pe Snegur că a organizat Marea Adunare Națională de la 27 august 1989.
Între 4 decembrie 1989 și 24 mai 1990 a fost ministru al transporturilor și gospodăriei drumurilor al RSS Moldovenești. A fost deputat în Sovietul Suprem al RSS Moldovenești în legislaturile IX–XI și membru al CC al PCM.